# Hitri antigenski test
Hitri antigenski test (HAT, angleško RAT) ali hitri test je hitri diagnostični test, primeren za testiranje na mestu oskrbe, ki neposredno zazna prisotnost ali odsotnost antigena. Običajno se uporablja za odkrivanje virusa SARS-CoV-2, ki povzroča COVID-19. Hitri testi so vrsta testov z lateralnim tokom, ki odkrivajo beljakovine, po čemer se razlikujejo od drugih medicinskih testov, ki odkrivajo protitelesa (testi protiteles) ali nukleinske kisline (testi nukleinskih kislin), bodisi laboratorijske vrste bodisi vrste testov na mestu oskrbe. Hitri testi običajno dajo rezultat v 5 do 30 minutah, zahtevajo minimalno usposabljanje ali infrastrukturo in so cenovno zelo ugodni.

## Uporaba
Običajni primeri HAT ali HADT vključujejo:
- hitri testi, povezani s testiranjem za COVID-19
- hitri testi za streptokoke (za streptokokne antigene)[1]
- hitri diagnostični testi za gripo (RIDT) (za antigene virusa gripe)
- testi za odkrivanje antigenov malarije (za antigene plazmodija)

### Hitri antigenski testi za COVID-19
Hitri antigenski testi za COVID-19 so ena izmed najbolj uporabnih aplikacij teh testov. Pogosto se imenujejo testi lateralnega toka in so svetovnim vladam prinesli več koristi. Hitro jih je mogoče izvajati z minimalnim usposabljanjem, nudijo pomembne stroškovne prednosti, saj stanejo le delček obstoječih oblik testov PCR, uporabnikom pa dajo rezultat v 5-30 minutah. Hitri antigenski testi so se najbolje izkazali kot del množičnega testiranja ali presejalnih pristopov za celotno populacijo. V teh pristopih so uspešni, ker poleg zgoraj navedenih prednosti identificirajo posameznike, ki so najbolj kužni in bi lahko potencialno razširili virus na veliko število drugih ljudi. To se nekoliko razlikuje od drugih oblik COVID-19, kot je PCR, za katere na splošno velja, da so uporaben test za posameznike.

## Znanstvena podlaga in osnovna biologija
Testi na antigene in protitelesa so pogosto takšni ali drugačni imunoanalizni testi, kot so imunoanalizni testi z merilnikom ali fluorescenčni imunoanalizni testi, vendar je HAT imunokromatografski test, ki daje vizualne rezultate, ki jih je mogoče videti s prostim očesom. Šteje se, da je kvalitativen, vendar lahko oseba, ki ima izkušnje s testiranjem RDT, zlahka določi količinske rezultate. Ker gre za presejalni test, je treba, če sta občutljivost in specifičnost testa razmeroma nizki, rezultate oceniti na podlagi potrditvenih testov, kot sta test PCR ali Western blot.
Ena od neločljivih prednosti testa z antigenom pred testom s protitelesi (kot so hitri testi za odkrivanje protiteles proti virusu HIV) je, da lahko imunski sistem po začetku okužbe potrebuje nekaj časa, da razvije protitelesa, tuji antigen pa je prisoten takoj. Čeprav je lahko vsak diagnostični test lažno negativen, lahko ta latentni čas pri testih na protitelesa odpre še posebej širok prostor za lažno negativne rezultate, čeprav so podrobnosti odvisne od tega, za katero bolezen in kateri test gre. Izdelava hitrih testov na antigene običajno stane približno 5 ameriških dolarjev.